# Adolfo Ríos
Adolfo Ríos (Uruapan, 11 de dezembro de 1966) é um ex-futebolista mexicano que atuava como goleiro.

## Carreira
Adolfo Ríos integrou a Seleção Mexicana de Futebol na Copa América de 1999.